# Vukmanovo
Vukmanovo (izvirno srbsko Вукманово) je naselje v Srbiji, ki upravno spada pod Občino Niš; slednja pa je del Niškega upravnega okraja.

## Demografija
V naselju je 133 gospodinjstev, pri čemer je povprečno število članov na gospodinjstvo 2,92. To naselje je, glede na rezultate popisa iz leta 2002, večinoma srbsko. V času zadnjih treh popisov pa je opazno zmanjšanje števila prebivalcev.
|  |

| Demografija | Demografija     | Demografija     |
| Leto        | Št. prebivalcev | Št. prebivalcev |
| ----------- | --------------- | --------------- |
|             |                 |                 |
|             |                 |                 |
|             |                 |                 |
|             |                 |                 |
| 1948        | 633             |                 |
| 1953        | 598             |                 |
| 1961        | 552             |                 |
| 1971        | 483             |                 |
| 1981        | 471             |                 |
| 1991        | 406             | 406             |
| 2002        | 394             | 389             |
|             |                 |                 |

| Etnična sestava po popisu iz leta 2002 | Etnična sestava po popisu iz leta 2002 | Etnična sestava po popisu iz leta 2002 | Etnična sestava po popisu iz leta 2002 | Etnična sestava po popisu iz leta 2002 |
| -------------------------------------- | -------------------------------------- | -------------------------------------- | -------------------------------------- | -------------------------------------- |
| Srbi                                   | Srbi                                   |                                        | 386                                    | 99,22%                                 |
| Neznano                                | Neznano                                |                                        | 3                                      | 0,77%                                  |